# Карапанџићи
Карапанџићи су били бератлијски нахијски кнезови (до 1807) и војводе крајинске нахије (од 1807. до 1811) са седиштем у Неготину..

## Порекло
Карапанџићи су били нахијски кнезови, „баш-кнезови“ у неготинској крајини са седиштем у Неготину. Поред наследних кнезова их породице Карапанџић, који су имали берат, био је још један кнез у неготинској крајини, који је биран, а седиште му је било у Кладову. Крајина је имала привилегије које су се звале „влашки статус“.
Кнез Илија Карапанџић имао је брата Станка који је имао синове Перчу и Михаила - Мишу и кћерку Нуцу (надимак). Након усласка крајине у састав Србије 1807. Михаило - Миша Карапанџић постао је војвода крајинске нахије. После његове смрти 1811. за војводу крајинске нахије постављен је дотадашњи бањски војвода Хајдук-Вељко Петровић.

## Обор-кнез Јован Карапанџић
Обор-кнез крајинске нахије Јован Карапанџић имао је синове Илију (-око 1785) Станка (1739 -1778) и Растка (1740 - 1836).

## Обор-кнез Илија Карапанџић (- око 1785)
Кнез Илија Карапанџић имао је браћу кнеза Станка Карапанџића, Растка Карапанџића  и сестру Велику удату Лазаревић. Илија Карапанџић био је крајински кнез од 1754 до 1785. године. Према једном извору Илија Карапанџић добио је 1754. ферман (берат) од султана Абдул Хамида, којим је био наименован за наследног оберкнеза (бега или баш-кнеза).
После смрти Илије Карапанџића, према обичају, обор-кнез крајински, постао је његов млађи брат Станко Карапанџић. О њиховом брату Растку Карапанџићу се не зна много..
Обор-кнез Илија Карапанџић имао је са женом Саром синове Николу и Михаила и кћерку Јелисавету..

### Обор-кнез Никола И. Карапанџић, Алексијевић од Карапанџе (- око 1820)
Никола Николче Карапанџић, живео је у Белој Цркви у Банату, одакле је дошао у Неготин око 1815, да би након смрти стрица Станка, браће од стрица Петра - Перче и Михаила - Мише, братанца Николе Николче П. Карапанџића, зета Данила Алексијевића и брата од тетке Јакова Лазаревића (око 1815), био окнежен за обор-кнеза крајинског.
Никола И. Карапанџић био је ожењен Персидом Нешић из Темишвара, сестром аудитора Нешића. У Темишвару признато племство под „Алексијевић од Карапанџа“. Имали су сина Димитрија и кћерку Ану.
После смрти Николина, његова удовица Персида остала је са децом у Неготину, где се удала за Пешекова. После тога је њен брат аудитор Нешић узео децу код себе у Темишвар под презименом Алексијевић од Карапанџа, како је стајало у племићкој дипломи њиховог оца.

#### Мајор Димитрије Н. Карапанџић-Нешић, Алексић од Карапанџе
Аустријски граничарски капетан Димитрије син Николе И. Карапанџића и Персиде Нешић из Вршца, имао је сина Николу Николчу. Са службом био је у регименти у Врачевом Гају код Беле Цркве.

#### Никола Николче Д. Карапанџић
Никола Карапаџнић, син Димитрија и унук обор-кнеза Николе И. Карапанџића, живео је у XIX веку у Белој Цркви.
Остаје питање да ли је он аустроугарски генерал Никола Карапанџа од Крајине Nikolaus Karapancsa Edler von Kraina (14.5.1860 - 14.11.1925).

### Михаило И. Карапанџић
Михаило И. Карапанџић био је млађи син обор-кнеза Илије Карапанџића. Погинуо 1813. код Неготина. Нема потомства.

### Поповићи
Јелисавета Карапанџић, кћерка обор-кнеза Илије Карапанџића, била је удата за Фоту Поповића у Оршави.

## Обор-кнез Станко Карапанџић (- око 1804)
Обор-кнез Станко Карапанџић имао је брата Илију и Растка Карапанџића, синове Петра - Перчу и Михаила - Мишу Карапанџиће, кћерку Катарину - Нуцу удату Алексијевић, и сестру Велику удату Лазаревић.
Обор-кнез Станко Карапанџић постао је крајински кнез после смрти брата Илије, али га је са тог места збацио зет Данило Алексијевић, који је био у договору са одметнутим видинским јаничарима. Касније 1796, турска власт је савладала видинске јаничаре, Данило Алексијевић је погубљен, а Станко Карапанџић враћен на место обор-кнеза крајинског.

### Обор-кнез Петар - Перча С. Карапанџић (- 1807)
Кнез Перча Карапанџић, син Станка Карапанџића, био је ожењен Миленом Карапанџић. Перча Карапанџић је заједно са братом Михаилом Мишом Карапанџићем пребегао Карађорђу 1807. године и настанили су се у Поречу. Перча је умро у Поречу, а његова удовица Милена Карапанџић се удала за пожаревачког и поречког војводу Миленка Стојковића.
Обор-кнез Перча Карапанџић имао је једног сина Никола - Николча Карапанџић.

#### Обор-кнез Никола - Николче П. Карапанџић (- 1813)
Обор-кнез Никола Карапанџић био је син обор-кнеза Петра Перче Карапанџића.
Када је у Неготину 1811. умро војвода неготинске крајине и Кључа Михаило Карапанџић, стриц Николе Карапанџића, војвода крајински постао је Хајдук Вељко Петровић.
Када су 1813. Турци освојили Србију, људи из Крајине, довели су из Оршаве Николу Карапанџића који тада буде окнежен за обор-кнеза Неготинске крајине.
Међутим, када се враћао у Оршаву по мајку Милену и стрину Сару да их доведе у Неготин, убили су га на путу Арнаути, који су тада пљачкали поред Дунава.

### Војвода крајински Михаило С. Карапанџић (- 1811)
Кнез Михаило Карапанџић је заједно са братом Перчом пребегао Србима 1807, године, и живео је до 1810. у Поречу. Постављен је за војводу Неготинске крајине и Кључа 1810. када је српска војска заузела Неготин.. Михаило Карапанџић био је ожењен Саром Карапанџић. Михаило Карапанџић умро је 1811. године у Неготину. Вук Стефановић Караџић био је у пријатељским односима и редовној преписци са Саром Карапанџић..
Војвода Михаило Карапанџић није имао деце.
После смрти војводе крајинске нахије Михаила Мише Карапанџића 1811, за војводу крајинске нахије именован је 21. августа 1811) Хајдук Вељко Петровић.

### Породица Катарине Алексијевић, рођ. С. Карапанџић
Катарина Карапанџић, кћерка обор-кнеза Станка Карапанџића била је удата за обор-кнеза Данила Алексијевића.

#### Обор-кнез Данило Алексијевић (-1798)
Данила Алексијевића Карапанџићи су сматрали за узурпатора. Родом из Срема из села Војци, одакле је око 1770. прешао у Србију у крајину, где је постао писар код обор-кнеза Илије Карапанџића. Након смрти кнеза Илије Карапанџића оженио се његовом удовицом. У договру са Турцима успео је да издејствује да Станко Карапанџић, млађи брат Илије Карапанџића буде смењен са положаја крајинског кнеза, а да за кнеза крајинског поставе њега. Међутим, после неког времена умрла је његова жена, удовица кнеза Илије и Данило се уплашио да га Карапанџићи не избаце из куће и одузму му кнештво. Због тога Данило се, противно вољи Станка Карапанџића ожени његовом кћерком која је имала надимак Нуца. Противно вољи Карапанџића, за овај брак Данило се договорио са турском влашћу и добио одобрење надлежног видинског епископа.
Када је дошло до аустријско-турског рата обор-кнез Данило Алексијевић је 1788. постављен од стране аустријске команде за комесара у Неготину, задуженог за интендантске послове, набавку хране и др. за војску.
По завршетку рата 1791, надајући се да ће од Аустрије, за заслуге у рату, добити спахилук, прешао је назад у Аустрију, у Банат. Међутим, за заслуге није добио спахилук, већ само угарско племство без прихода. Прешао је, изгледа на основу неких договора са Пазван оглуом, поново у Неготин, где је у то време обор-кнез поново био Станко Карапанџић. Међутим, пошто је Алексијевић имао добре везе са одметнутим видинским јаничарима на чијем челу је био Пазван-оглу, поново је добио кнештво у крајини, а кнез Станко је поново разрешен. Када је турска централна власт савладала видинске јаничаре 1796. и ухапсила Пазван-оглуа, онда су Карапанџићи турској власти тужили Алексијевића, који је на основу пресуде и погубљен.
Данило Алексијевић је предао турској власти сву своју готовину да би избегао мучење и погубљен је по заповести Хаџи-Мустафа паше 2. јуна 1798..
Тада је обор-кнез Станко Карапанџић враћен на своје кнештво.
Обор-кнез Данило Алексијевић имао је са Саром Карапанџић, удовицом обор-кнеза Илије Карпанџића сина Петра - Пенку Алексијевића, који је био ожењен Маријом рођ. Биберлија.

#### Петар Алексијевић (1787-?)
Петар Пенка Алексијевић био је син Данила Алексијевића и Саре Карапанџић, удовице обор-кнеза Илије Карапанџића.
1813. дошао је са братом по мајци Николом Карапанџићем у Темишвар, где им је признато угарско племство. Петар се у Вршцу оженио кћерком бившег варошког судије Биберлије, Маријом. Потом са братом који се оженио Персидом Нешић, сестром аудитора Нешића отишао у Оршаву, где је Никола купио кућу.

## Потомство Велике Лазаревић, рођ. Карапанџић
Обор-кнез Станко Карапанџић имао је сестру Велику удату за Лазаревића. Њихови синови су Јаков и Лазар. Феликс Каниц делу „Србија“ каже за Лазаревића „права патрицијска куће Лазаревића из Неготина".

### Обор-кнез Јаков Лазаревић (- око 1815)
После смрти обор-кнеза Николе Николче Карапанџића 1813. на место кнеза неготинског буде окнежен сестрић обор-кнезова Илије и Станка Карапанџића Јаков Лазаревић.
Међутим, обор-кнез Јаков Лазаревић убрзо је умро, а на његово место дошао је Никола Карапанџић, старији син Илије Карапанџића.

### Обор-кнез Лазар Лазаревић (1806-око 1880)
Лазар, звани Лазица и Лазичић Лазаревић је рођен вероватно 1806. године. Био је 1842. обор-кнез крајински. Лазар Лазаревић је са женом Жоицом имао три сина и три кћерке Александра, Михајла и Ђорђа (Георгија), Анастасју (1837—1904), Јелисавету Вету и још једну кћерку.

#### Михаило Л. Лазаревић
Михаило Л. Лазаревић, син обор-кнеза Лазара Лазаревића, трговац и банкар, био је председник општине Неготин. Живео је и у Чикагу у Америци. Није имао деце. Намеравао је да усвоји Милана Лујановића, свог сестрића, али он није могао да живи у Америци.

#### Александар Л. Лазаревић
Александар Лазревић, чиновник, писац је песме Огледало Европе из 1885.

#### Ђорђе Л. Лазаревић
Ђорђе Л. Лазаревић, син обор-кнеза Лазара Лазаревића, био је неготински индустријалац. Његовим белешкама из Првог балканског рата (1912), ратни дописник париског Joyrnal-а Анри Барби посвећује цело једно поглавље у својој књизи Српске победе (Les victories Serbes) посвећеној Првом балканском рату.
Имао је сина Бранка.

#### Теодори
Анастасија Теодор, рођ. Лазаревић, кћерка обор-кнеза Лазара Лазаревића била је удата за Ђорђа Теодора, грчког порекла, трговца у Оршави. Имали су синове.

#### Лујановићи
Јелисавета Вета Лујановић, рођ. Лазаревић, кћерка обор-кнеза Лазара Лазаревића и Жоице Лазаревић била је удата за Стевана Лујановића, трговца, директора штедионице и почасног конзула Краљевине Србије у Оршави, сина Константина Косте Лујановића, трговца који је из Вршца породицу довео у Оршаву 1849. да би се склонили од Мађара.
Јелисавета је рођена у Неготину, али је детињство провела у Оршави у породици сестре Анастасије Теодор.
Кућа Лујановића била на самој обали Дунава и Стеван Лукановић изградио је два затворена базена за пливање на самој реци – на Дунаву. Један за синове а други за кћери, како би сва деца, уз помоћ специјално за њих доведених учитеља, научила да пливају.
Стеван и Јелисавета Лујановић имали су сина Милана, кћерку Анастасију и још једну кћерку чија деца су Драга Јовановић, која је погинула са четворо деце у англо-америчком бобмардовању Београда на Васкрс 1944. и Матеја Поповић који је нестао октобра 1944. у Београду.

##### Милан С. Лујановић (-1944)
Милан Лујановић, син Стевана Лујановића и Јелисавете Лазаревић, завршио је трговачке школе, једно време боравио је у Чикагу у Америци код ујака Милахила Лазаревића, трговца и банкара, који је намеравао да га усвоји. Из Америке се вратио 1900. Бавио се шпедицијом, имао своје фирме и био заступник Лајпцишког сајма за Балкан. Умро је децембра 1944. године.

##### Анастасија Нака Спасић, рођ. Лујановић (1864—1953)
Анастасија Нака Спасић (31. 12. 1864—13. 10. 1953), кћерка Стевана Лујановића и Јелисавете Лујановић, рођ. Лазаревић, била је позната српска добротворка, жена Николе Спасића, милионера, добротвора.
Анастасија је одрасла у Оршави. Основно образовање стекла је у родитељском дому, пошто је одбила да похађа мађарску основну школу, што је у њеном детињству била обавеза на територији Угарске. Родитељи су јој обезбедили све потребне учитеље јер су у потпуности подржавали њену жељу да прва слова научи на свом матерњем, српском језику. Говорила је румунски, немачки, француски и енглески језик.
Анастасија се, и поред противљења породице, а нарочито баке по мајци Жојице Лазаревић, 1884. године удала за капетана дунавске пловидбе Адолфа Хартмана из Беча. Живели су преко лета у Турн Северину, бањи на Дунаву, низводно од Оршаве, где је било и велико пристаниште, док су зиме проводили у Бечу када се на Дунаву обуставља пловидба због леда.
У браку су провели десет година без деце. Супруг Хартман умро је од запаљења плућа.
После тога Анастасија је извесно време боравила у Америци у Чикагу код ујака Михаила Лазаревића, трговца и банкара. У Америци се тада налазио и њен најмлађи брат Милан Лујановић, кога је ујак желео да усини пошто није имао деце. Милан Лујановић је неколико година провео у Чикагу где се одлично снашао у трговачким пословима пошто је завршио одговарајуће аустријске школе. Проблем је био у носталгији. После бројних очајничких писама послата је Анастасија да извиди ситуацију. Схватила је да је њен брат не може да се навикне на Америку те су се негде око 1900. године заједно вратили из Америке.
Вративши се у Оршаву Анастасија је живела код родитеља. У бањи Мехадији у данашњој Румунији, где је допратила оца Стевана и мајку Јелисавету –Вету, упознала са Николом Спасићем, чувеним београдским трговцем, који је тада већ неколико година био удовац. Током времена проведеног у бањи Мехадији Никола Спасић је боље упознао породицу Лујановић. Једнога дана од оца Стевана запросио је знатно млађу Наку, или како ју је касније увек звао Настасију.
После удаје 1907. прешла у Београд у Србију, где је живела у Кнез Михаиловој бр. 33, данашња задужбина Николе Спасића.
Сестрићи Анастасије Спасић били су сестрићи Матија Мата Поповић и Никола Терзић.
После Првог светског рата посвећује и смрти Николе Спасића, као његова удовица, посвећује се у потпуности хуманитарном раду. у једном периоду, била истовремено председница Друштва „Кнегиња Љубица“, Дома ученица средњих школа, Дома инвалида „Свети Ђорђе“, посебне Задужбине Николе Спасића, Друштва насушни хлеб, а чланица управе Црвеног крста, Кола српских сестара, Друштва „Краљ Дечански“ и других.
Помагала је и Српску православну цркву, опет из личних средстава. Набављала је звона, која је Никола Спасић даривао, а која су у рату уништена, затим одежде и све ствари које су цркви биле неопходне, нарочито у периоду одмах после Првог светског рата, па и касније. Помагала је нарочито цркве у Јужној Србији и на Косову и Метохији где је то за живота чинио и њен супруг Никола Спасић.
Године 1927. године у Београду је основано друштво које је носило име „Насушни хлеб“. То друштво је у време тешке економске кризе, и касније до 1941. године, обезбеђивало најсиромашнијим породицама по једну векну хлеба дневно.
Генрала Милана Недића молила је да из логора на Бањици пусти песника Душана Матића, комунисту, супруга Леле Матић њене младе пријатељице и сараднице у бројним хуманитарним акцијама. Њена молба је без накнаде услишена јер је она тако ретко нешто молила и никада за себе.
Под савезничким бомбама, 16. априла 1944. године, на први дан Ускрса, смрт је у један мах задесила велики број чланова њене породице. Погинула јој је, у својој кући у Француској улици бр. 11, сестричина Деса Јанковић са четворо већ одрасле деце. А сестрић Мата Поповић, из те исте породичне гране, нестао је приликом ослобођења Београда.
Једна улица и данас, на њеном Топчидерском брду, сада Дедињу, носи име Наке Спасић.

## Баштина Карапанџића
Имовину кнеза Илије Карапанџића аустријске власти су процениле на 90. 000 форинти. Лична имања, баштину и земљу Карапанџића, Турци су 1834, када се припајала Неготинска крајина Србији, распродали на брзину и јефтино за готов новац. Кнез Милош је на молбу и тужбу Персиде Пешиков, мајке Димтрија и Ане Карапанџић, повратрио породици Карапанџић те је користила приходе Ана Карапанџић која је живела у Београду.

## Крајинска нахија
У крајинској нахији било је 47 села, а годишњи приход обор-кнеза, према извештајима аустријских обавештајаца имао велике привилегије „из турских политичких разлога“, био је 1.200 гроша. Приходи саме крајинске нахије били су до 70. 000 форинти годишње. Приходи од крајине припадали су, као царски хас, око 1800. године султановој сестри Шах-султанији. Сваке године кнезови су добијали кафтане из Цариграда, а они су под својим печатом полагали у Кладову данак. Сваки кнез имао је 30 до 50 оружаних људи (пандура) које предводио буљук-баша, ради одржавања реда у кнежини.. После смрти војводе крајинске нахије Михаила Мише Карапанџића 1811, за војводу крајинске нахије именован је 21. августа 1811) Хајдук Вељко Петровић, чиме је старешинство у крајинској нахији прешло у породицу Петровића. Пошто је Хајдук Вељко погинуо у одбрани Неготина 1813. за војводу крајинске нахије постављен је његов млађи брат Милутин Петровић „Ера“. Потом су се Карапанџићи 1813. вратили на кнештво, али је након смрти Николче Карпанџића исте 1813, кнештво прешло на њихове рођаке Лазаревиће, да би након смрти Јакова Лазаревића, поново било враћено Карапанџићима, а после смрти Николе И. Карапанџића, изгледа поново били окнежени Лазаревићи, који су надаље у XIX веку обор-кнезови крајински, а касније председници општине Неготин.